# Please (You Got That ...)
«Please (You Got That ...)» es el trigésimo séptimo disco sencillo del grupo australiano de rock INXS, el segundo desprendido de su noveno álbum de estudio Full Moon, Dirty Hearts, y fue publicado el 11 de diciembre de 1993. La canción fue escrita por Andrew Farriss y Michael Hutchence; y cuenta con la voz invitada de Ray Charles.
Cuando Ray Charles llegó al estudio para cantar su parte, Hutchence estaba allí para indicarle la forma de poner la voz a su estilo. Michael se dirigió respetuosamente a él, "Sr. Charles... (la melodía) dice así... (Michael canta la línea y Ray Charles intenta imitarla). Después de muchos intentos, Charles dice:" Señor (Michael ), sé que esta vez lo haré bien"... y por supuesto que lo hizo.
Hubo dos vídeos comerciales de "Please (You Got That ...)". Lucinda Clutterbuck realizó uno de ellos en el que aparece la banda junto a Ray Charles. El otro fue realizado por Matt Mahurin, quien había trabajado con U2, Metallica y R.E.M. entre otros.
En junio de 2019, se lanzó una nueva versión de la canción como el segundo sencillo de la película documental Mystify: Michael Hutchence de 2019 y se extrajo de la banda sonora, Mystify: A Musical Journey with Michael Hutchence.

## Formatos
Formatos del sencillo.
En disco de vinilo de 12"
12 pulgadas. 1993 Mercury Records 858 149-1 . 1993 Mercury Records INXS 2612 
| Lado A |                                              |                                    |          |  |
| N.º    | Título                                       | Escritor(es)                       | Duración |  |
| 1.     | «Please (You Got That...)» (Club Need Mix)   | Andrew Farriss y Michael Hutchence | 8:00     |  |
| 2.     | «Please (You Got That...)» (Needful Dub Mix) | Andrew Farriss y Michael Hutchence | 7:28     |  |

| Lado B |                                                        |                                    |          |  |
| N.º    | Título                                                 | Escritor(es)                       | Duración |  |
| 1.     | «Please (You Got That...)» (Downtown Dub Mix)          | Andrew Farriss y Michael Hutchence | 6:19     |  |
| 2.     | «Please (You Got That...)» (Downtown Instrumental Mix) | Andrew Farriss y Michael Hutchence | 6:20     |  |

En Casete
| Casete. 1993 Mercury Records 858 146-4 INXMC 26 |                                   |                                    |          |  |
| N.º                                             | Título                            | Escritor(es)                       | Duración |  |
| 1.                                              | «Please (You Got That...)»        | Andrew Farriss y Michael Hutchence | 3:05     |  |
| 2.                                              | «Freedom Deep» (Extended 12" Mix) | Andrew Farriss y Michael Hutchence | 8:07     |  |

| Casete. 1993 Atlantic Records 87275-4 |                                        |                                    |          |  |
| N.º                                   | Título                                 | Escritor(es)                       | Duración |  |
| 1.                                    | «Please (You Got That...)» (Main Edit) | Andrew Farriss y Michael Hutchence | 3:18     |  |
| 2.                                    | «Please (You Got That...)»             | Andrew Farriss y Michael Hutchence | 3:05     |  |

En CD
| CD 1993 Mercury Records 858 180-2 |                                        |                                    |          |  |
| N.º                               | Título                                 | Escritor(es)                       | Duración |  |
| 1.                                | «Please (You Got That...)»             | Andrew Farriss y Michael Hutchence | 3:05     |  |
| 2.                                | «Please (You Got That...)» (Main Edit) | Andrew Farriss y Michael Hutchence | 3:18     |  |

| CD 1993 Mercury Records 858 147-2 INXCD 26 |                                        |                                    |          |  |
| N.º                                        | Título                                 | Escritor(es)                       | Duración |  |
| 1.                                         | «Please (You Got That...)»             | Andrew Farriss y Michael Hutchence | 3:05     |  |
| 2.                                         | «Please (You Got That...)» (Main Edit) | Andrew Farriss y Michael Hutchence | 3:18     |  |
| 3.                                         | «Freedom Deep» (Extended 12" Mix)      | Andrew Farriss y Michael Hutchence | 8:07     |  |
| 4.                                         | «Communication» (Live)                 | Andrew Farriss y Michael Hutchence | 5:18     |  |

| CD 1993 Mercury Records 858 181-2 |                                            |                                    |          |  |
| N.º                               | Título                                     | Escritor(es)                       | Duración |  |
| 1.                                | «Please (You Got That...)»                 | Andrew Farriss y Michael Hutchence | 3:05     |  |
| 2.                                | «Please (You Got That...)» (Main Edit)     | Andrew Farriss y Michael Hutchence | 3:18     |  |
| 3.                                | «Please (You Got That...)» (Club Need Mix) | Andrew Farriss y Michael Hutchence | 8:00     |  |
| 4.                                | «Freedom Deep» (Extended 12" Mix)          | Andrew Farriss y Michael Hutchence | 8:07     |  |

| CD 1993 Mercury Records 858 149-2 INXXX 26 |                                                        |                                    |          |  |
| N.º                                        | Título                                                 | Escritor(es)                       | Duración |  |
| 1.                                         | «Please (You Got That...)» (Club Need Mix)             | Andrew Farriss y Michael Hutchence | 8:00     |  |
| 2.                                         | «Please (You Got That...)» (Needful Dub Mix)           | Andrew Farriss y Michael Hutchence | 7:28     |  |
| 3.                                         | «Please (You Got That...)» (Downtown Dub Mix)          | Andrew Farriss y Michael Hutchence | 6:19     |  |
| 4.                                         | «Please (You Got That...)» (Downtown Instrumental Mix) | Andrew Farriss y Michael Hutchence | 6:20     |  |

| CD 1993 East West Records 4509944362 , 1993 East West Records AMCE-652 |                             |                                    |          |  |
| N.º                                                                    | Título                      | Escritor(es)                       | Duración |  |
| 1.                                                                     | «Please (You Got That...)»  | Andrew Farriss y Michael Hutchence | 3:05     |  |
| 2.                                                                     | «Born To Be Wild»           | Mars Bonfire                       | 3:47     |  |
| 3.                                                                     | «The Gift» (Extended Mix)   | Jon Farriss y Michael Hutchence    | 6:44     |  |
| 4.                                                                     | «The Gift» (Bonus Beat Mix) | Jon Farriss y Michael Hutchence    | 4:59     |  |
| 5.                                                                     | «Heaven Sent» (Live)        | Andrew Farriss                     | 3:37     |  |